# 仲田博喜
仲田 博喜（なかだ ひろき、1987年10月17日 - ）は、日本の俳優。大阪府出身（実家は岡山県）。
オスカープロモーション所属を経て、フリーにて活動中。
身長181cm。靴のサイズ27cm。

## 略歴
- 2013年2月、 第1回「美ジネスマン＆美ジネスウーマンコンテスト」ファイナリストをきっかけにオスカープロモーションの所属となる。
- 2017年11月、 オスカープロモーション創立47年にして初となる男性エンターテイメント集団、男劇団 青山表参道Xが結成され、メンバーとなる[1][2]。
- 2019年12月17日、ニコニコチャンネルを開設。
- 2021年10月16日、OFFICIAL SITEを開設。
- 2022年3月1日、9年間所属していたオスカープロモーションを退所し、フリーとして活動[3]。
- 2022年4月26日、OPENREC.tvにてゲーム配信チャンネル「Hiroki's GAME Parlor」を開設。

## 人物
- 兄が1人、妹が1人いる。
- 2020年よりティーカッププードルを飼っている。名前は「ほーぷ」。
- 大阪府出身、出生地は岡山県（当時両親は大阪在住で、岡山の病院で出産した）。小学校低学年まで大阪で過ごした後、高校卒業まで岡山に住んでいた。
- 高校の卒業式の日に家を飛び出し上京した際に、仙台まで北上。1年ほど仙台に住んでいた。
- 大のお酒好き。ビール党であったが、近年はジンソーダがお気に入り。
- 料理が得意で、自宅には多くの食器やカトラリー、調味料を揃えている。
- 好きな食べ物は赤身の肉、海老、甘いもの。
- 辛いものや絶叫系の乗り物が苦手。
- 特技は卓球と殺陣。
- 子供が好きで、保育士を目指していた時期がある。
- ファンネームは「茶葉」（ニコニコチャンネル「仲茶ノ間」にてファンの提案により決定した）。

## 出演

### 舞台
- 舞台「遙かなる時空の中で5」シリーズ -  高杉晋作 役
  - 舞台「遙かなる時空の中で5」（2014年9月24日 - 10月1日・12月3日 - 7日）
  - 舞台「遙かなる時空の中で5 風花記」（2016年8月11日 - 21日）
- 恋のあるある会（2015年2月3日 - 5日） - ヒーロー 役
- ミュージカル「仮面ティーチャー SILVER MASK」（2015年9月16日 - 10月4日） - リョータ 役
- マフィアモーレ☆（2016年2月3日 - 7日） -  ロニ 役
- ヨミガエラセ屋（2016年3月30日 - 4月3日） -  山根伸太郎 役
- 2.5次元ダンスライブ「ツキウタ。」ステージ シリーズ -  弥生春 役
  - 2.5次元ダンスライブ「ツキウタ。」ステージ （2016年4月23日 - 5月1日、星陵会館）
  - 第二幕 〜月歌奇譚「夢見草」〜（2016年10月27日 - 31日、Zeppブルーシアター六本木）
  - ツキプロ祭・冬の陣 昼の部 2.5次元ダンスライブ ツキステ。 LUNATIC LIVE（2016年12月4日、パシフィコ横浜 国立大ホール）
  - TRI! 「SCHOOL REVOLUTION! 」Ver.BLACK（2017年3月8日 - 12日、Zeppブルーシアター六本木）
  - 第4幕「Lunatic Party」（2017年10月11日 - 15日、Zeppブルーシアター六本木）
  - 第5幕「Rabbits Kingdom」（2017年11月30日 - 12月3日、サンケイホールブリーゼ / 12月3日 - 22日、AiiA 2.5 Theater Tokyo）
  - 「TSUKISTA. Memorial Tour 2018」（2018年2月13日 - 3月11日、東京・大阪・名古屋・仙台・台湾）
- 戦国無双〜四国遠征の章〜（2016年6月29日 - 7月4日、全労済ホール スペース・ゼロ） -  明智光秀 役[4]
- 舞台『プリンス・オブ・ストライド THE LIVE STAGE』シリーズ - 妹尾匡 役
  - エピソード1（2016年12月9日 - 12月14日、シアター1010 / 12月23日 - 25日、森ノ宮ピロティホール）
  - エピソード2（2017年4月22日 - 30日、シアター1010 / 5月5日 - 7日、森ノ宮ピロティホール）
  - エピソード3（2017年6月17日 - 25日、シアター1010 / 6月30日 - 7月2日、森ノ宮ピロティホール）
  - エピソード4（2017年8月14日 - 20日、シアター1010 / 8月25日 - 27日、豊中市立文化芸術センター）
- 舞台「真・三國無双」シリーズ - 劉備 役
  - 舞台「真・三國無双」（2017年2月11日 - 19日、全労済ホール スペース・ゼロ）[5]
  - 舞台「真・三國無双　官渡の戦い」（2018年4月26日 - 5月1日、全労済ホール スペース・ゼロ / 5月5日 - 6日、サンケイホールブリーゼ））[6]
- 「バグバスターズ」シリーズ
  - バグバスターズ（2017年5月25日 - 28日、俳優座劇場） - 黄月明紀 役
  - バグバスターズ-Stage BLUE-（2018年3月21日 - 25日、俳優座劇場）- 木崎裕也 役[7]
  - バグバスターズ-Stage Yellow-（2019年3月13日 - 17日、俳優座劇場） - 黄月明紀 役
- ツキプロ文化祭 舞台「死にかけ男が転生目指して芸能界で頑張ります！ ～しにてん～」（2017年9月13日 - 15日、全電通労働会館） - ハヤテ 役
- ミュージカル「Code：Realize」（2018年5月17日 - 20日、シアター1010 / 5月26日 - 27日、森ノ宮ピロティホール） - ヴィクター・フランケンシュタイン 役 [8][9]
- 男劇団 青山表参道X「SHIRO TORA～beyond the time～」（2018年6月14日 - 17日、AiiA 2.5 Theater Tokyo） - 板垣泰二 役
- ダンガンロンパ3 THE STAGE 2018〜The End of 希望ヶ峰学園〜（2018年7月20日 - 23日、サンシャイン劇場/7月27日 - 29日、森ノ宮ピロティホール / 8月3日 - 13日、ヒューリックホール東京）- 宗方京助 役[10]
- 舞台『かくりよの宿飯』（2018年9月5日 - 9日、シアターサンモール / 9月13日 - 16日、西鉄ホール） - 大旦那 役[11]
- 舞台「ニル・アドミラリの天秤」（2018年11月1日 - 11日、全労済ホール スペース・ゼロ） - 鴻上滉 役[12][13]
- 舞台『桃源郷ラビリンス』（2019年4月4日 - 7日、なかのZERO 大ホール / 4月13日・14日、おかやま未来ホール） - マーティン・ベアード 役[14][15]
- ミュージカル『刀剣乱舞』 シリーズ - 明石国行 役
  - ～葵咲本紀～（2019年8月3日 - 10月27日、天王洲 銀河劇場 他） [16][17][18][19]
  - 歌合 乱舞狂乱（2019年11月24日 - 1月23日、東京 他） [20][21]
  - 壽 乱舞音曲祭（2021年1月9日 - 23日、東京ガーデンシアター）
  - 〜真剣乱舞祭2022〜（2022年5月8日 - 6月26日、東京 他）
  - ㊇ 乱舞野外祭（2023年9月17日 - 9月24日、富士急ハイランド・コニファーフォレスト）
  - 祝玖寿 乱舞音曲祭（2024年10月5日 - 12月1日、神奈川 他）[22]
  - 目出度歌誉花舞 十周年祝賀祭（2025年7月29日 - 30日、東京ドーム）[23]
- 『FINAL FANTASY BRAVE EXVIUS』THE MUSICAL（2020年3月6日 - 15日、天王洲 銀河劇場 / 3月20日 - 29日、AiiA 2.5 Theater Kobe） - ラスウェル 役 ※中止／配信実施
- 錆色のアーマ  外伝 -碧空の梟- - 橘東雲 役
  - （2020年6月4日 - 28日、Mixalive TOKYO Theater Mixa） ※中止
  - （2021年4月15日 - 29日、品川プリンスホテル クラブeX） ※25日から29日まで中止
- 舞台「劇団シャイニング from うたの☆プリンスさまっ♪」シリーズ - マサフェリー 役
  - 『BLOODY SHADOWS』（2020年11月5日 - 8日、シアター1010 / 11月19日 - 23日、COOL JAPAN PARK OSAKA WWホール）
  - 『SHINING REVUE～Finale～』（2021年10月配信）
- 狂言公演「狂言男師～春の章『鴈礫・棒縛』～（2021年3月6日、梅若能楽学院会館）
- コンサート「Disney 声の王子様 Voice Stars Dream Live 2021」（2021年6月13日、ぴあアリーナMM）
- 家庭教師ヒットマンREBORN! the STAGE - 白蘭 役 [24]
  - -episode of FUTURE- 前編（2021年7月16日 - 22日、天王洲 銀河劇場 / 8月6日 - 8日、サンケイホールブリーゼ）
  - -episode of FUTURE- 後編（2021年7月27日 - 8月1日、天王洲 銀河劇場 ※7月27日が中止 / 8月13日 - 15日、サンケイホールブリーゼ ※大阪公演全中止）
- 音楽朗読劇「世界から猫が消えたなら」（2021年10月7日 - 10日、六行会ホール） - 僕 役[25]
- 舞台「プレイタの傷」（2021年11月12日 - 14日、京都劇場 / 11月18日 - 21日、ヒューリックホール東京） - 嵐柴エイジ 役[26]
- DisGOONie Presents Vol.10 舞台「MOTHERLAND」（2021年12月3日 - 12日、明治座 / 12月18日・19日、森ノ宮ピロティホール） - 春申君 役[27]
- 舞台「フルーツバスケット」シリーズ - 草摩綾女 役
  - 舞台「フルーツバスケット」（2022年3月4日 - 13日、日本橋三井ホール）[28]
  - 舞台「フルーツバスケット 2nd season」（2023年10月6日 - 15日、大手町三井ホール）[29]
  - 舞台「フルーツバスケット The Final」（2024年10月18日 - 27日、ヒューリックホール東京）※映像出演[30]
- 舞台「パレード」（2022年7月16日 - 24日、新国立劇場 小劇場）- 伊原直輝 役[31]　- 体調不良のため降板[32]
- 舞台「オブリビオの翼」（2022年9月23日 - 25日、COOL JAPAN PARK OSAKA TTホール / 10月4日 - 8日、シアター1010）- 黒鷺拓心 役[33]
- ミュージカル「ウインドボーイズ！」（2022年12月22日 - 27日、シアター1010）- 樹了太郎 役（声の出演）[34]
- 舞台「リコリス・リコイル」シリーズ - 真島 役
  - 舞台「リコリス・リコイル」（2023年1月7日 - 15日、天王洲 銀河劇場）[35]
  - 舞台「リコリス・リコイル」Life won't wait.（2024年6月7日 - 16日、シアターGロッソ）[36]
- 舞台『転生したらスライムだった件』シリーズ - ベニマル 役
  - 舞台『転生したらスライムだった件』（2023年8月3日 - 5日、メルパルクホール大阪 / 8月11日 - 14日、日本青年館ホール）[37]
  - 舞台『転生したらスライムだった件』-魔王来襲編&人魔交流編-（2024年7月25日 - 28日、天王洲 銀河劇場 / 8月2日 - 3日、サンケイホールブリーゼ）[38][39]
- 舞台『Collar×Malice -deep cover-』（2024年8月11日 - 18日、こくみん共済 coop ホール／スペース・ゼロ） -  拾和ミツル 役[40][41]
- 舞台『7SEEDS〜春の章〜』（2024年12月20日 - 29日、こくみん共済 coop ホール／スペース・ゼロ） - 百舌 役[42]
- 池袋サンシャイン座長フェスティバル 〜『堂々めぐりの人斬り狼』&『西部のハリーはあばれ馬』〜（2025年2月23日・3月1日、サンシャイン劇場）[43]
- 舞台「全員犯人、だけど被害者、しかも探偵」（2025年4月23日 - 29日、博品館劇場） - 竜胆元也 役[44]
- 舞台「９９」（2025年5月10日 - 18日、こくみん共済 coop ホール／スペース・ゼロ） - 神木坂つばさ 役[45]
- DisGOONie Presents Vol.15 舞台「恋ひ付喪神ひら」（2025年6月6日 - 15日、シアターH） - 足利義輝 役[46]
- ウロボロス -警察ヲ裁クハ我ニアリ-（2025年10月24日 - 11月3日〈予定〉、CBGKシブゲキ!!） - 段野竜哉 役（室龍太とダブル主演）[47]

### 朗読劇
- 朗読劇「星降る街」（2022年7月10日、大手町三井ホール）[48]）- 裕人 役　- 体調不良のため降板[49]

### テレビドラマ
- 奇跡体験!アンビリバボー（2014年5月22日、フジテレビ） - 岡島信次 役
- アラサーちゃん 第12話（2014年10月11日、テレビ東京） - 美容師 役
- 真田丸 第31話（2016年8月7日、NHK総合） - 城侍 役
- FAKE MOTION -卓球の王将-（2020年4月9日 - 5月28日、日本テレビ）-　坂本リョウ 役

### テレビ番組
- 「ツキステ。TV」（2017年4月5日 - 5月10日　全6回、TOKYO МX）
- 超!アイドル戦線 -Men's Side & Girl's Side-（2018年8月9日、TOKYO MX）
- 人狼系推理バトル「レジスタンスイレブン」（2019年6月16日、日テレプラス　ドラマ・アニメ・音楽ライブ）[50][51][52][53]
- ミュージカル『刀剣乱舞』 - 明石国行 役
  - うたコン （2020年9月1日、NHK総合）
  - ミュージックステーション （2020年9月11日、テレビ朝日）
  - オダイバ!!超次元音楽祭-ヨコハマからハッピーバレンタインフェス2021-((ライブ開催日:2021年2月13日)　2021年3月21日、フジテレビ）

### 映画
- 映画『少女椿』（2016年） - 王様 役
- 映画『桃源郷ラビリンス』（2019年） - マーティン・ベアード 役
- 実写映画「LOVE STAGE!!」（2020年）- 一条龍馬 役[54][55]

### CD
- Disney 声の王子様 Voice Stars Dream Selection III（2021年）

### ゲーム
- ウインドボーイズ！（2021年）-樹了太郎役

### WEB
- 本音流出バラエティ!!BEERTALK.TV（2018年7月11日OA）

### ラジオ
- MUSIC＆TALK WAGON ～音バナ～「舞台やろうっ！another side」（2019年2月 - 3月、USEN放送 C-43ch）

### CM
- オリックス銀行（2013年）
- ゼクシィ（2014年）
- WILLER EXPRESS（2014年）
- 福工房（2015年）
- からだすこやか茶W（2015年）
- Fall in Eyez for Men（2015年）

### イベント
- DERAGAYA!
  - DERAGAYA!　仲田博喜〜名古屋が僕をおしゃべりにさせる〜（2017年9月2日 - 3日、西文化小劇場）[56]
  - DERAGAYA!　仲田博喜〜名古屋が僕をおしゃべりにさせる　仲田博喜×校條拳太朗〜（2018年6月30日、 東建ホール）
- 男劇団 青山表参道X Fan Event 
  - 「男劇団 青山表参道X 1st Fan Event X’masParty」（12月25日、東京・原宿クエストホール）[57]
  - ファンクラブ会員限定 船上パーティ-夏の思い出イベント-（2018年8月6日）

## ディスコグラフィ
| 発売日         | 商品名                                                               | 歌 | 楽曲                                      | 備考 |
| -------------- | -------------------------------------------------------------------- | --- | ----------------------------------------- | ---- |
| 2021年2月24日  | Disney 声の王子様 Voice Stars Dream Selection III                    | 仲田博喜 | 「ホール・ニュー・ワールド」              |      |
| 2021年2月24日  | Disney 声の王子様 Voice Stars Dream Selection III                    | 伊東健人、植田圭輔、浦田わたる、太田基裕、岡宮来夢、木村良平、島﨑信長、仲田博喜、仲村宗悟、三浦宏規、森久保祥太郎、加藤和樹、浪川大輔 | 「小さな世界」 「ミッキーマウス・マーチ」 |      |
| 2021年2月24日  | Disney 声の王子様 Voice Stars Dream Selection III チケットぴあ特典CD | 仲田博喜 | 「小さな世界」                            |      |
| 2021年11月19日 | Disney 声の王子様 Voice Stars Dream Live 2021 特典DISC3              | 伊東健人、植田圭輔、浦田わたる、太田基裕、岡宮来夢、木村良平、島﨑信長、仲田博喜、仲村宗悟、三浦宏規、森久保祥太郎                     | 「フィール・ザ・ラブ」                    |      |
| 2021年11月19日 | Disney 声の王子様 Voice Stars Dream Live 2021 チケットぴあ特典CD     | 仲田博喜 | 「ミッキーマウス・マーチ」                |      |